# Cantó de Mostier de Santa Maria
El cantó de Mostiers Santa Maria és un cantó francès del departament dels Alps de l'Alta Provença, situat al districte de Dinha. Té 3 municipis i el cap és Mostiers Santa Maria.

## Municipis
- Mostiers Santa Maria
- La Palú de Verdon
- Sant Jurs

## Història
| Data d'elecció                           | Identitat              | Partit        | Qualitat |
| ---------------------------------------- | ---------------------- | ------------- | -------- |
| 1964-1994                                | Roger Vial             | PS            |          |
| 1994-2001                                | Fred Single            | Divers gauche |          |
| 2001-                                    | Michèle Bizot-Gastaldi | PCF           |          |
| les dades anteriors no són pas conegudes |                        |               |          |
|                                          |                        |               |          |

| 1962 | 1968 | 1975 | 1982 | 1990 | 1999  | 2007  |
| ---- | ---- | ---- | ---- | ---- | ----- | ----- |
| 684  | 792  | 840  | 862  | 944  | 1.073 | 1.163 |